# Stand Atlantic
Stand Atlantic ist eine australische Pop-Punk-Band aus Sydney im Bundesstaat New South Wales. Die Band wurde im Jahre 2012 als What It’s Worth gegründet und nahm zwei Jahre später den heutigen Namen an. Sie besteht aus der Sängerin und Gitarristin Bonnie Fraser, dem Gitarristen David Potter, dem Bassisten Miki Rich und dem Schlagzeuger Jonno Panichi.

## Geschichte

### Gründung und erste EPs (2012 bis 2017)
Potter und Fraser haben sich an einer Musikschule kennengelernt und waren schon zuvor in einer Band, wollten jedoch unter einem neuen Namen und mit neuen Bandmitgliedern einen Neuanfang starten. Zusammen mit dem Gitarristen Arthur Ng und dem Schlagzeuger Jordan Jansons wurde im Jahre 2012 die Band unter dem Namen What It’s Worth gegründet. Laut Sängerin Bonnie Fraser brauchte die Band kurzfristig einen Namen und konnte sich nur auf diesen einigen. Noch im Gründungsjahr wurde mit Bulletproof Vest die erste Single veröffentlicht, bevor am 8. Mai 2013 die erste EP Catalyst erschien. Anfang 2014 änderte die Band ihren Namen in Stand Atlantic. Bonnie Fraser erklärte, dass der neue Name den Sound der Band mehr repräsentieren würde. Außerdem würde man bei YouTube nur das Lied von Buffalo Springfield finden.
Ende 2014 verließ Schlagzeuger Jordan Jansons die Band und wurde zunächst durch Ethan Mestroni und später durch Jonno Panichi ersetzt. Am 14. April 2015 erschien die zweite EP A Place Apart, der Touren im Vorprogramm von As It Is, State Champs, With Confidence und Cute Is What We Aim For folgten. Gitarrist Arthur Ng verließ im Jahre 2016 die Band und wurde zunächst durch Will Robinson ersetzt. Am 21. Juni 2017 wurde die Band vom italienischen Plattenlabel Rude Records unter Vertrag genommen wurden. Daraufhin tourten Stand Atlantic im Vorprogramm von New Found Glory durch Australien und veröffentlichten am 15. September ihre dritte EP Sidewinder. Ende 2017 tourte die Band im Vorprogramm von Roam durch Europa.

### Skinny Dipping,Pink ElephantundF.E.A.R.(2018 bis 2023)
Im September 2018 unterschrieb die Band einen neuen Vertrag mit Hopeless Records und veröffentlichte am 26. Oktober ihr von Stevie Knight produziertes Debütalbum Skinny Dipping. Vor der Albumveröffentlichung tourte die Band im Vorprogramm von Neck Deep durch Nordamerika. Stand Atlantic wurden bei den Heavy Music Awards 2018 in der Kategorie Best International Newcomer nominiert der Preis ging jedoch an die Band Knocked Loose. Zur Kompilation Songs That Saved My Life steuerten Stand Atlantic eine Coverversion des Liedes Your Graduation von Modern Baseball bei. Der seit 2017 als Live-Bassist fungierende Miki Rich wurde im Juli 2019 zum offiziellen Bandmitglied befördert. Stand Atlantic spielten 2019 auf den Reading and Leeds Festivals sowie zusammen mit The Faim in Nordamerika.
Bereits im Oktober 2019 begannen Stand Atlantic mit den Arbeiten an ihrem zweiten Studioalbum, für das erneut Stevie Knight als Produzent gewonnen werden konnte. Nachdem vorab mehrere Singles veröffentlicht wurden, erschien das zweite Album Pink Elephant schließlich am 7. August 2020 und erreichte Platz 23 der australischen Albumcharts. Da die Band wegen der COVID-19-Pandemie kaum Konzerte spielen konnte, begannen Stand Atlantic mit den Arbeiten an ihrem dritten Studioalbum. Am 6. Mai 2022 erschien das dritte Album F.E.A.R., dessen Titel für „Fuck everything and run“ steht. Als Gastmusiker sind unter anderem Royal & The Serpent, nothing, nowhere. zu hören. Das Album stieg auf Platz zehn der australischen Albumcharts ein und wurde bei den J Awards in der Kategorie Australian Album of the Year nominiert. Der Preis ging jedoch an die Band Gang of Youths.

### Was Here(seit 2024)
Am 26. August 2024 veröffentlichte die Band ihr viertes Studioalbum Was Here, welches erneut von Steve Knight produziert wurde. Als Gastsänger sind Lyndsey Gunnulfsen von der Band Pvris, Bruses, Sueco und die Metalcore-Band Polaris zu hören. Das Album erreichte Platz drei der australischen Albumcharts.

## Stil
Timothy Monger von Allmusic beschrieb die Musik von Stand Atlantic als „melodischen Pop-Punk“. Sängerin Bonnie Fraser nannte Bands wie Blink-182, Green Day, All Time Low und New Found Glory als größte Einflüsse. Weitere Einflüsse wären Bands und Künstler wie The Story So Far, Justin Bieber, Silverchair, The 1975 und Moose Blood.

## Diskografie

### Alben
| Jahr | Titel Musiklabel                | Höchstplatzierung, Gesamtwochen, AuszeichnungChartsChartplatzierungen (Jahr, Titel, Musiklabel, Platzierungen, Wochen, Auszeichnungen, Anmerkungen) | Anmerkungen                            |
| Jahr | Titel Musiklabel                | AU | Anmerkungen                            |
| ---- | ------------------------------- | --- | -------------------------------------- |
| 2018 | Skinny Dipping Hopeless Records | — | Erstveröffentlichung: 26. Oktober 2018 |
| 2020 | Pink Elephant Hopeless Records  | AU23 (1 Wo.)AU | Erstveröffentlichung: 7. August 2020   |
| 2022 | F.E.A.R. Hopeless Records       | AU10 (1 Wo.)AU | Erstveröffentlichung: 6. Mai 2022      |
| 2024 | Was Here Hopeless Records       | AU3 (2 Wo.)AU | Erstveröffentlichung: 23. August 2024  |

### EPs
| Jahr | Titel Musiklabel           | Anmerkungen                                           |
| ---- | -------------------------- | ----------------------------------------------------- |
| 2013 | Catalyst Selbstverlag      | Erstveröffentlichung: 8. Mai 2013 als What It’s Worth |
| 2015 | A Place Apart Selbstverlag | Erstveröffentlichung: 14. April 2015                  |
| 2017 | Sidewinder Rude Records    | Erstveröffentlichung: 15. September 2017              |

### Singles
| Jahr | Titel                                         | Album                     |
| ---- | --------------------------------------------- | ------------------------- |
| 2012 | Bulletproof Vest                              | Catalyst                  |
| 2013 | Romeo                                         | Catalyst                  |
| 2014 | Breakaway                                     | –                         |
| 2015 | Wasteland                                     | A Place Apart             |
| 2017 | Coffee at Midnight                            | Sidewinder                |
| 2017 | Mess I Made                                   | Sidewinder                |
| 2017 | Sidewinder                                    | Sidewinder                |
| 2018 | Lavender Bones                                | Skinny Dipping            |
| 2018 | Lost My Cool                                  | Skinny Dipping            |
| 2018 | Skinny Dipping                                | Skinny Dipping            |
| 2019 | Hate Me (Sometimes)                           | Pink Elephant             |
| 2020 | Shh!                                          | Pink Elephant             |
| 2020 | Drink to Drown                                | Pink Elephant             |
| 2020 | Wavelength                                    | Pink Elephant             |
| 2020 | Jurassic Park                                 | Pink Elephant             |
| 2020 | Blurry                                        | Pink Elephant             |
| 2021 | I’m Sorry (feat. Mokita)                      | –                         |
| 2021 | Deathwish (feat. nothing, nowhere., AU: Gold) | F.E.A.R.                  |
| 2021 | Superglue (feat. Birds of Tokyo)              | –                         |
| 2021 | Molotov [OK]                                  | F.E.A.R.                  |
| 2022 | Pity Party (feat. Royal & the Serpent)        | F.E.A.R.                  |
| 2022 | Hair Out                                      | F.E.A.R.                  |
| 2023 | Killher                                       | Was Here                  |
| 2023 | Sex on the Beach                              | Was Here                  |
| 2024 | Warzone                                       | Was Here                  |
| 2024 | Girls (feat. Pvris & Bruses)                  | Was Here                  |
| 2024 | Love U Anyway                                 | Was Here                  |
| 2024 | Criminal (feat. Polaris)                      | Was Here                  |
| 2024 | Frenemies                                     | Was Here                  |
| 2025 | I’m the Man (feat. Lauren Sanderson)          | Was Here (Deluxe Edition) |

### Musikvideos
| Jahr | Titel                                  | Regie                         |
| ---- | -------------------------------------- | ----------------------------- |
| 2013 | Bulletproof Vest                       |                               |
| 2013 | Romeo                                  |                               |
| 2015 | Wasteland                              |                               |
| 2017 | Coffee at Midnight                     | Kieran Ellis-Jones            |
| 2017 | Sidewinder                             | Kieran Ellis-Jones            |
| 2018 | Chemicals                              | Brandon Lung                  |
| 2018 | Lavender Bones                         | Adrian Eyre                   |
| 2018 | Lost My Cool                           | Brandon Lung                  |
| 2018 | Skinny Dipping                         | Brandon Lung & Megan Thompson |
| 2019 | Toothpick                              | Brandon Lung                  |
| 2019 | Hate Me (Sometimes)                    | Lewis Cater                   |
| 2020 | Drink to Drown                         | Brandon Lung                  |
| 2020 | Wavelength                             | Brandon Lung                  |
| 2020 | Jurassic Park                          | Lewis Cater                   |
| 2020 | Blurry                                 | Lewis Cater                   |
| 2021 | Deathwish (feat. nothing, nowhere.)    | Zak Pinchin                   |
| 2021 | Molotov [OK]                           | Dane                          |
| 2021 | Pity Party (feat. Royal & the Serpent) | Brandon Lung                  |
| 2022 | Hair Out                               | Sarah Eiseman                 |
| 2022 | Switchblade                            | Harry Steele                  |
| 2022 | Dumb (feat. Tom the Mail Man)          | Zak Pinchin                   |
| 2023 | Sex on the Beach                       | Brandon Lung                  |
| 2024 | Girls                                  | Brandon Lung                  |
| 2024 | Love U Anyway                          | Brandon Lung                  |
| 2024 | Criminal (feat. Polaris)               | Brandon Lung                  |
| 2025 | I’m the Man (feat. Lauren Sanderson)   |                               |

## Musikpreise
| Jahr | Kategorie                              | für            | Resultat  |
| ---- | -------------------------------------- | -------------- | --------- |
| 2018 | Best International Breakthrough Artist | Stand Atlantic | Nominiert |
| 2020 | Best International Breakthrough Artist | Stand Atlantic | Nominiert |

| Jahr | Kategorie                    | für      | Resultat  |
| ---- | ---------------------------- | -------- | --------- |
| 2022 | Australian Album of the Year | F.E.A.R. | Nominiert |